# Steep Island (ö i Hongkong)
Steep Island (kinesiska: 青洲) är en ö i Hongkong (Kina). Den ligger i den östra delen av Hongkong. Arean är 0,12 kvadratkilometer.
Terrängen på Steep Island är lite kuperad. Öns högsta punkt är 63 meter över havet. 